# Lothar Erdmann

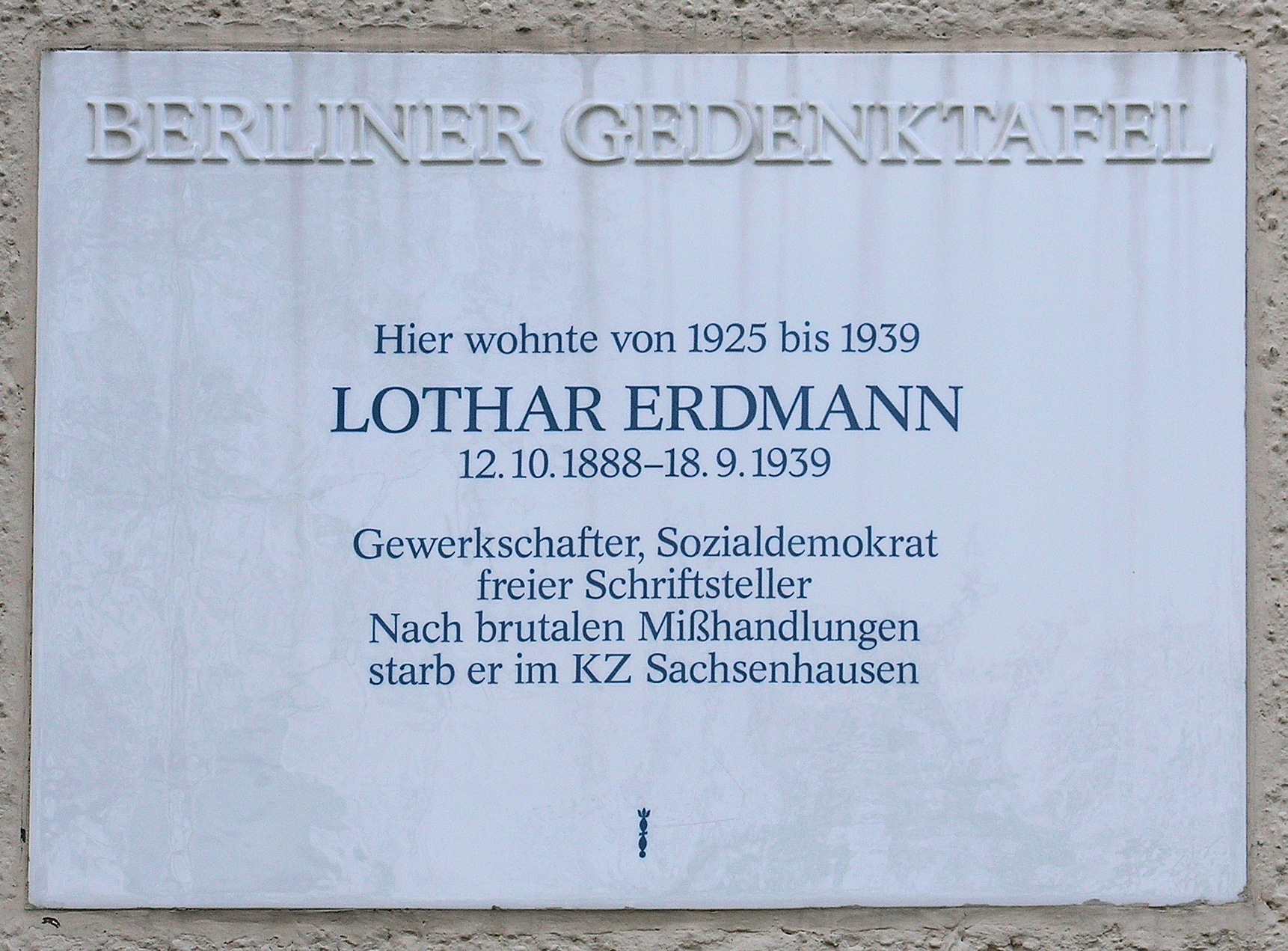
Berliner Gedenktafel am Haus, Adolf-Scheidt-Platz 3, Berlin-Tempelhof

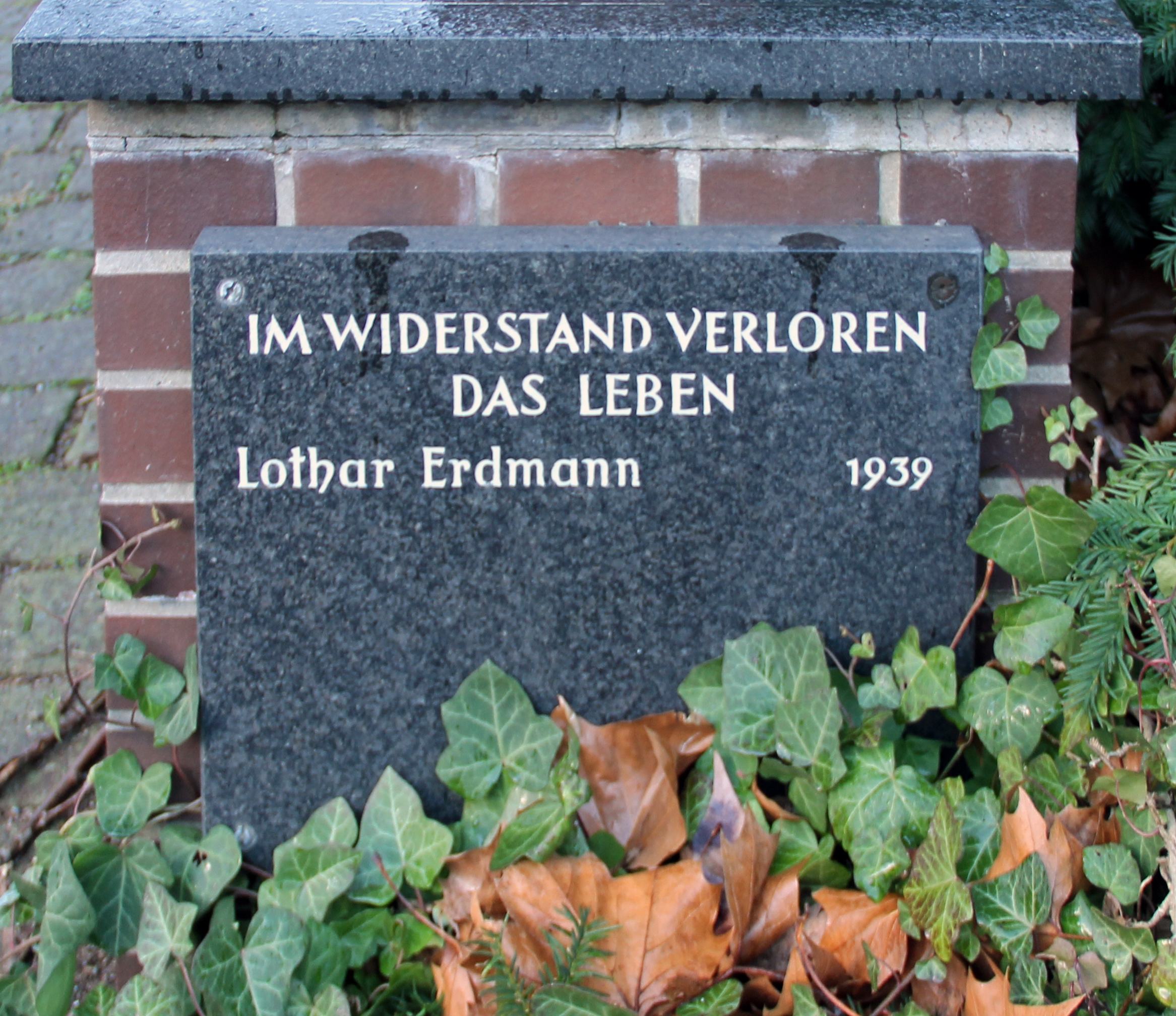
Gedenktafel, Gottlieb-Dunkel-Straße 27, in Berlin-Tempelhof

Karl Hermann Dietrich Lothar Erdmann (* 12. Oktober 1888 in Breslau; † 18. September 1939 im KZ Sachsenhausen) war ein deutscher Journalist. Er war während der Weimarer Republik Schriftleiter des gewerkschaftlichen Theorieorgans Die Arbeit. Er war ein Hauptvertreter der Abwendung der Gewerkschaften von der Sozialdemokratie am Ende der Republik. Trotz der Annäherung an den Nationalsozialismus starb er nach Misshandlungen im KZ Sachsenhausen.

## Frühe Jahre
Der Vater war der Philosoph Benno Erdmann. Lothar Erdmann besuchte nach der Berufung seines Vaters an die Universität in Bonn das dortige städtische Gymnasium. Später studierte er Geschichte und Philosophie. Dabei war er Schüler von Friedrich Meinecke. In England lernte Erdmann George Bernard Shaw kennen. Über diesen kam er in Kontakt mit der Fabian Society. Von dieser wiederum kam er zum Sozialismus. Nunmehr strebte er keine akademische Laufbahn mehr an, sondern wollte Journalist werden.
Bevor er sich in dieser Branche etablieren konnte, brach der Erste Weltkrieg aus. Erdmann meldete sich als Freiwilliger und wurde an der Westfront eingesetzt. Hier war er Kompanieführer und stieg bis zum Leutnant auf. Der Tod seines Freundes, des Malers August Macke traf ihn schwer und dies trug dazu bei, dass sich seine Einstellung zum Krieg änderte. Ein schwerer Nervenzusammenbruch beendete 1916 den Fronteinsatz. Stattdessen wurde er zum Wolff’schen Telegraphenbüro abkommandiert. Für dieses arbeitete Erdmann in Amsterdam als Übersetzer. Im Jahr 1916 heiratete er Elisabeth Macke, geborene Gerhardt, die Witwe seines Freundes August Macke. Aus dieser Ehe gingen drei Kinder hervor: Dietrich, Constanze und Klaus.
Bei diesem Aufenthalt bekam er Kontakt zu führenden Vertretern der internationalen Gewerkschaftsbewegung. Er vertrat eine sehr gemäßigte Richtung und lehnte radikale gewerkschaftlichen Ideen ab. Seine Sozialismusvorstellung war mit einem starken Nationenbegriff verbunden.

## Weimarer Republik
Nach dem Ende des Krieges kehrte Erdmann nach Deutschland zurück. Dort wurde er Mitglied der SPD. Er arbeitete in Köln als Redakteur der Rheinischen Zeitung. Als Freund Mackes ordnete Erdmann außerdem dessen künstlerischen Nachlass. Dabei entstand auch eine der ersten größeren Arbeiten über Macke. Sie erschien im Jahr 1928 in einem von Ernst Jünger herausgegebenen Sammelband mit dem Titel Die Unvergessenen.
Erdmann kehrte nach einiger Zeit in Deutschland nach Amsterdam zurück und arbeitete als Pressechef für den Internationalen Gewerkschaftsbund. Zurück in Deutschland gründete Erdmann im Jahr 1924 die Zeitschrift Die Arbeit. Diese war das theoretische Blatt des ADGB. In dessen Auftrag nahm er die Funktion eines Gewerkschaftssekretärs für den Raum Berlin wahr. Erdmann blieb bis zum Jahr 1933 Chefredakteur der neuen Zeitschrift, mit der er erheblichen Einfluss auf die Haltung der Gewerkschaftsführung zu aktuellen Zeitfragen nehmen konnte. Außerdem war Erdmann enger Mitarbeiter des Gewerkschaftschefs Theodor Leipart. Vor der Reichstagswahl von 1930 meinte Erdmann, dass nicht die Nationalsozialisten mit ihrer (vermeintlich) geringeren Anhängerschaft, sondern DVP und DNVP, die möglicherweise ein Bündnis mit der NSDAP eingehen könnten, eine Gefahr für den „demokratischen Sozialismus“ sein würden.
Im Jahr 1932 versuchte Erdmann, Kurt von Schleicher für die Unterstützung der Gewerkschaften zu gewinnen. Über Erdmann, der für Leipart auch als Redenschreiber tätig war, fanden Ideen aus Ernst Jüngers Schrift Der Arbeiter. Herrschaft und Gestalt Eingang in das gewerkschaftliche Umfeld.

## Annäherung an das NS-Regime
In der letzten Ausgabe seines Blattes vom 29. April 1933 erschien Erdmanns Beitrag Nation, Gewerkschaften und Sozialismus, der wie Heinrich August Winkler annimmt, im Kern mit Leipart abgesprochen war. In diesem Beitrag distanzierte sich Erdmann in bislang unbekannter Schärfe von der SPD und betonte die Wesensverschiedenheit mit den Gewerkschaften. Danach sei der Marxismus der Gewerkschaften nie ein Glauben an eine alleinseligmachende Theorie gewesen. „Wir sind Sozialisten, weil wir Deutsche sind. Und eben deshalb ist für uns das Ziel nicht der Sozialismus, sondern das sozialistische Deutschland. (…) Der deutsche Sozialismus wächst aus der deutschen Geschichte hinein in den künftigen Lebensraum des deutschen Volkes. Das sozialistische Deutschland wird niemals Wirklichkeit werden ohne die Nationalisierung der sozialistischen Bewegung.“ Für Erdmann war der Nationalsozialismus eine logische Folge des Versailler Vertrages und der Unfähigkeit der SPD, sich zu einer nationalen Partei zu wandeln. Er beendete seinen Beitrag mit dem Appell an die Nationalsozialisten, die Gewerkschaften in den neuen Staat zu integrieren. „Die nationale Organisation der Arbeit, die sie in Jahrzehnten schwerer Kämpfe und unermeßlicher Arbeit, getragen von dem Vertrauen und dem Opferwillen der deutschen Arbeiterschaft, aufgebaut haben, ist ein nationaler Wert, den auch die verbündeten Kräfte der nationalen Revolution achten und hüten müssen, vor allem die große Bewegung, die sich darauf beruft, dass ihre Revolution zugleich national und sozialistisch sei. (…) Sie [die Gewerkschaften] brauchen, auch wenn sie manches aufgeben müssen, was ihrem geschichtlichen Wesen entsprach, ihre Devise ‚Durch Sozialismus zur Nation‘ nicht zu ändern, wenn die nationale Revolution ihrem Willen zum Sozialismus sozialistische Taten folgen lässt.“
Erdmann stand mit diesen Thesen nicht allein. Auch andere jüngere ADGB-Funktionäre der mittleren Ebene teilten seine Positionen, beispielsweise Walter Pahl.

## Letzte Jahre und Tod im KZ
Das Ziel, das Überleben der Gewerkschaften durch weitgehende Anpassung an das Regime zu sichern, war nicht erfolgreich. Als die Gewerkschaftshäuser am 2. Mai 1933 besetzt wurden, verlor Erdmann seine Anstellung. In der Folge arbeitete er als Schriftsteller und freier Journalist. Er konnte allerdings nur noch in wenigen Zeitungen und Zeitschriften publizieren. Er schrieb vor allem Rezensionen zu Büchern und über bildende Künstler.
Bei Beginn des Zweiten Weltkrieges wurde er im Rahmen der Kriegs-Sonderaktion verhaftet. Erdmann wurde ins KZ Sachsenhausen eingeliefert. Dort protestierte er bei der Ankunft gegen Misshandlungen eines Mithäftlings. Daraufhin wurde er selbst zum Strafexerzieren gezwungen, das täglich um eine Stunde verlängert wurde. Nach sechs Tagen brach er zusammen, was ihm als Meuterei ausgelegt wurde. Nun folgten drei Stunden „Hängen am Pfahl“ sowie zahlreiche Schläge und Fußtritte. Schließlich starb er an den enormen inneren Verletzungen.
Sein Nachlass befindet sich im Archiv der sozialen Demokratie.

## Ehrung und Erinnerung
Die Post der DDR brachte im Jahr 1960 eine Porträt-Serie von im KZ ermordeten Antifaschisten heraus. Der 5-Pfennig-Wert zeigt das Konterfei von Lothar Erdmann.
In der Ringmauer der Gedenkstätte der Sozialisten auf dem Zentralfriedhof Friedrichsfelde wird auf einer roten Porphyrtafel auch an Dr. Lothar Erdmann erinnert.
An seinem Wohnhaus in Berlin-Tempelhof ließ der Senat von Berlin eine Berliner Gedenktafel anbringen.
Im Jahr 2003 wurden in der Gedenkstätte Sachsenhausen vor allem frühere aktive Gewerkschaftsfunktionäre gewürdigt, deren Schicksal wenig bekannt ist.
Im Jahr 2004 erschien von Ilse Fischer eine biografische Studie über Erdmann, die auch seine Tagebuchaufzeichnungen enthält.